# 國際柔道總會
國際柔道總會（英語：International Judo Federation，IJF），是柔道運動的國際體育管理機構，成立於1951年7月。國際柔道聯盟創立之初時的成員僅包括部分歐洲國家及阿根廷，現在則有200個會員協會。

## 賽事
- 世界柔道錦標賽
- 世界青年柔道錦標賽
- 柔道世界盃

## 外部連結
- 國際柔道總會 （页面存档备份，存于）